# Ounans
Ounans – miejscowość i gmina we Francji, w regionie Burgundia-Franche-Comté, w departamencie Jura.
Według danych na rok 1990 gminę zamieszkiwały 323 osoby, a gęstość zaludnienia wynosiła 26 osób/km² (wśród 1786 gmin Franche-Comté Ounans plasuje się na 435. miejscu pod względem liczby ludności, natomiast pod względem powierzchni na miejscu 310.).